# Maripa glabra
Maripa glabra är en vindeväxtart som beskrevs av Jacques Denys Denis Choisy. Maripa glabra ingår i släktet Maripa och familjen vindeväxter. Inga underarter finns listade i Catalogue of Life.